# Rivière à Lacaille
Pour les articles homonymes, voir Lacaille.
La rivière à Lacaille est un affluent de la rive sud du fleuve Saint-Laurent. Ce cours d'eau coule dans les municipalités de Saint-Pierre-de-la-Rivière-du-Sud et Montmagny, dans la municipalité régionale de comté de Montmagny, dans la région administrative de Chaudière-Appalaches, au Québec, au Canada.

## Géographie
La rivière à Lacaille prend sa source du côté sud de l'autoroute 20, dans Saint-Pierre-de-la-Rivière-du-Sud, près de la limite municipale de Berthier-sur-Mer. Cette source est située au sud-ouest du village de Montmagny, à l'est du village de Berthier-sur-Mer et à l'ouest du village de Saint-Pierre-de-la-Rivière-du-Sud. La rivière à Lacaille coule vers le nord-est, plus ou moins en parallèle (du côté nord-est) à la rivière du Sud et à la rive sud de l'estuaire moyen du Saint-Laurent.
À partir de sa source, la rivière à Lacaille coule sur 12,8 km, répartis selon les segments suivants :
- 0,8 km vers le nord-est, jusqu'au pont de l'autoroute 20 ;
- 1,2 km vers le nord-est, jusqu'à la rue Principale ;
- 8,0 km vers le nord-est, en longeant l'autoroute 20 et en passant à l'ouest du village de Montmagny, jusqu'au boulevard Taché Ouest ;
- 2,8 km vers le nord, jusqu'à sa confluence.

La rivière à Lacaille se jette à la Pointe à Lacaille, sur la longue grève des battures de Montmagny, sur la rive sud du fleuve Saint-Laurent. Cette confluence est située face au chenal de Saint-Thomas, du côté ouest du refuge d'oiseaux de Montmagny, du côté nord-ouest du village de Montmagny.

## Toponymie
Le terme Lacaille constitue un patronyme de famille d'origine française.
Le toponyme Rivière à Lacaille a été officialisé le 5 décembre 1968 à la Commission de toponymie du Québec.